# Pterocactus tuberosus

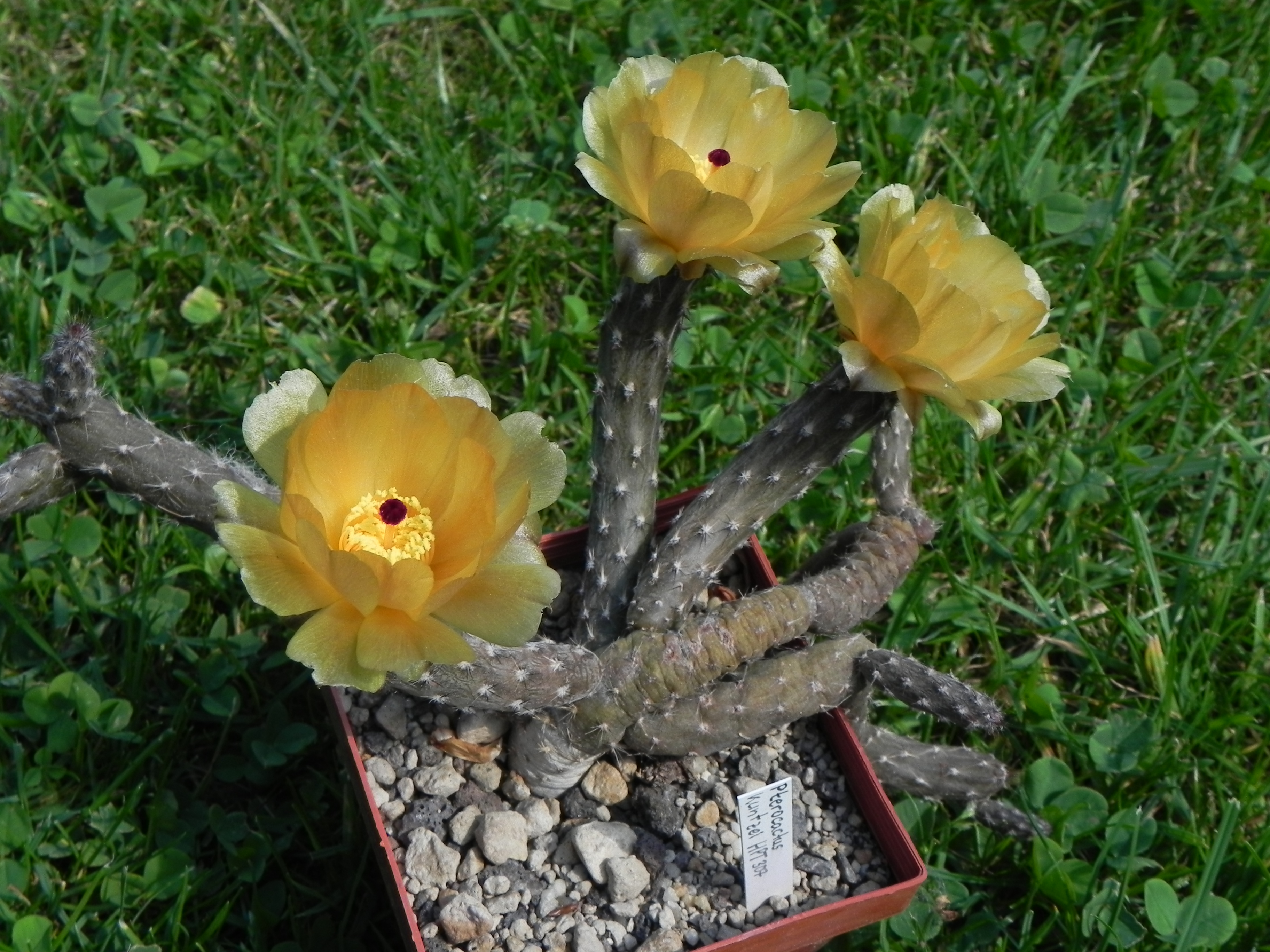
Pterocactus tuberosus

Pterocactus tuberosus ist eine Pflanzenart der Gattung Pterocactus aus der Familie der Kakteengewächse (Cactaceae). Das Artepitheton tuberosus stammt aus dem Lateinischen, bedeutet ‚knollig‘ und verweist auf großen Wurzelknollen der Art.

## Beschreibung
Pterocactus tuberosus bildet mehrere niederliegende bis etwas aufsteigende, zylindrische und ungehöckerte Triebe. Sie sind braun oder grünlich braun und werden 7 bis 20 Zentimeter lang und 0,5 bis 1,5 Zentimeter im Durchmesser. Auf den Trieben sind unterhalb der Areolen senkrechte violette Striche vorhanden. Pro Areole sitzen 8 bis 12 weißliche Dornen, die 0,5 bis 1 Zentimeter lang werden. Die Wurzeln sind groß und knollig.
Die zitronengelben bis bräunlich gelben oder kupferfarbenen Blüten werden 3 bis 5 Zentimeter im Durchmesser, die Narbe ist dunkelrot oder hellgrün gefärbt. Die kugelige Frucht erreicht 2 bis 3 Zentimeter Durchmesser und ist anfangs dunkelbraun gefärbt, später vertrocknet sie und ist ockerfarben.

## Verbreitung, Systematik und Gefährdung
Pterocactus tuberosus ist von Nord- bis Süd-Argentinien von den Provinzen Salta bis Neuquén und Río Negro in Höhenlagen bis 1500 Metern verbreitet.
Die korrekte Artbezeichnung war lange Zeit umstritten. Pfeiffer beschrieb die Pflanze erstmals 1837 als Opuntia tuberosa auf Grundlage von Pflanzenmaterial aus der Gegend von Mendoza. 1897 jedoch beschrieb Karl Moritz Schumann Pterocactus kuntzei ebenfalls nach Pflanzen aus der Gegend von Mendoza. Joseph Nelson Rose war 1915 in der Gegend um Mendoza und fand einen Kaktus mit rübiger Wurzel oberhalb der Stadt. Britton und Rose waren überzeugt, das es die gleiche Pflanze war, die Pfeiffer bereits 1837 als Opuntia tuberosa beschrieben hatte. Für sie gab es keine Zweifel, das diese Pflanze genauso dem von Schumann beschriebenen Pterocactus kuntzei entspricht. In ihrem Werk The Cactaceae beschrieben sie ebendiese Pflanze als Pterocactus tuberosus.
Nigel Paul Taylor und James Iliff stellten in ihrer Arbeit von 1996 klar, dass es sich um die gleichen Arten handelt und somit der Artname Pterocactus tuberosus Vorrang hat.
Folgende Arten gelten als Taxonomische Synonyme:
- Pterocactus kuntzei K.Schum.
- Pterocactus decipiens Gürke
- Pterocactus kuntzei f. lelongii Ruiz Leal ex R.Kiesling
- Pterocactus tuberosus f. lelongii (Ruiz Leal ex R.Kiesling) R.Kiesling

In der Roten Liste gefährdeter Arten der IUCN wird die Art als „Least Concern (LC)“, d. h. als nicht gefährdet geführt. Die Entwicklung der Populationen wird als stabil angesehen.

## Nachweise